# Collada d'en Benet
La Collada d'en Benet és una collada situada a 1.135,9 m alt del límit dels termes comunals de Serrallonga i del Tec, ambdós de la comarca del Vallespir, a la Catalunya del Nord.
És al nord del terme de Serrallonga, a la zona central del límit d'aquesta comuna amb la del Tec. És a prop al sud-oest del Cortal de Santa Cecília, al sud del Carrer d'Avall del Tec.